# Barrio Buenavista
Barrio Buenavista är en ort i Mexiko, tillhörande kommunen Jocotitlán i den nordvästra delen av delstaten Mexiko. Orten hade 402 invånare vid folkräkningen 2010.